# Оніхіуриди
Оніхіуриди (Onychiuridae) — родина колембол. Включає понад 700 видів у 52 родах.

## Опис
Вони мають довжину від 2 до 9 мм. Багато представників цієї родини стрункі, світлого або білого кольору. Деякі види мають сірувато-блакитне або злегка червоне забарвлення. У більшості оніхіуридів очі відсутні. Вони не мають фуркули, хоча деякі види мають її рудиментарні сліди. Тіло має кілька тонких точок кутикули, або пор, на багатьох сегментах, через які виділяється дратівлива рідина, щоб відлякати хижаків.

## Спосіб життя
Трапляються у лісах, на пасовищах, у печерах, у альпійських районах і навіть в Арктиці. Мешкають у ґрунті, листовому опаді, гнилій деревині та плодових тілах грибів. Яйця відкладаються в ґрунт, листовий опад, гнилу деревину і гриби. Молоді особини нагадують маленьких дорослих особин, і линька продовжується після досягнення статевої зрілості.

## Класифікація
Список родів згідно з Checklist of the Collembola of the World:
- Onychiurinae Lubbock, 1867
  - Cribrochiurini Weiner, 1996
    - Cribrochiurus Weiner, 1996

  - Hymenaphorurini Pomorski, 1996
    - Arneria Pomorski, 2000
    - Dinochiurus Pomorski & Steinmann, 2004
    - Heteraphorura Bagnall, 1948
    - Hymenaphorura Bagnall, 1948
    - Kalaphorura Absolon, 1901
    - Paronychiurus Bagnall, 1948
    - Probolaphorura Dunger, 1977
    - Protaphorurodes Bagnall, 1949
    - Psyllaphorura Bagnall, 1948
    - Reducturus Pomorski & Steinmann, 2004
    - Sacaphorura Pomorski & Steinmann, 2004
    - Vexaphorura Pomorski & Steinmann, 2004
    - Wandaphorura Pomorski, 2007

  - Oligaphorurini Bagnall, 1949
    - Archaphorura Bagnall, 1949
    - Chribellphorura Weiner, 1996
    - Dimorphaphorura Bagnall, 1949
    - Micraphorura Bagnall, 1949
    - Oligaphorura Bagnall, 1949

  - Onychiurini Börner, 1906
    - Absolonia Börner, 1901
    - Argonychiurus Bagnall, 1949
    - Bionychiurus Pomorski, 1996
    - Deharvengiurus Weiner, 1996
    - Deuteraphorura Absolon, 1901
    - Ongulonychiurus Thibaud & Massoud, 1986
    - Onychiuroides Bagnall, 1948
    - Onychiurus Gervais, 1841
    - Orthonychiurus Stach, 1954
    - Pilonychiurus Pomorski, 2007
    - Similonychiurus Pomorski, 2007
    - Vibronychiurus Pomorski, 1998

  - Protaphorurini Bagnall, 1949
    - Jacekaphorura Pomorski & Babenko, 2010
    - Megaphorura Fjellberg, 1998
    - Protaphorura Absolon, 1901
    - Spelaphorura Bagnall, 1948
    - Supraphorura Stach, 1954
    - Yoshiiphorura Jordana & Martínez, 2004

  - Thalassaphorurini Pomorski, 1998
    - Agraphorura Pomorski, 1998
    - Allonychiurus Yoshii, 1995
    - Detriturus Pomorski, 1998
    - Micronychiurus Bagnall, 1949
    - Sensillonychiurus Pomorski & Sveenkova, 2006
    - Spinonychiurus Weiner, 1996
    - Tantulonychiurus Pomorski, 1996
    - Thalassaphorura Bagnall, 1949
    - Uralaphorura Martynova, 1978
- Lophognathellinae Stach, 1954
  -     - Lophognathella Börner in Schultze, 1908
    - Ussuriaphorura Martynova, 1979
- Tetrodontophorinae Stach, 1954
  -     - Anodontophorus Pomorski, 2007
    - Homaloproctus Börner, 1909
    - Tetrodontophora Reuter, 1882